# Jerzy Szalecki
Jerzy Szalecki (* 9. August 1942 in Polen) ist ein polnischer Trainer für Gewichtheben, der unter anderem in Polen, Deutschland und Österreich arbeitete, wo er auch als Bundestrainer des Österreichischen Gewichtheberverbandes fungierte.

## Leben
Jerzy Szalecki studierte nach der Landwirtschaftlichen Fachschule in Kwidzyn, die er mit der Matura abschloss, von 1962 bis 1966 an der Akademie für Körperkultur in Posen. Ab 1966 trainierte er zunächst regionale Vereine in Polen, ehe er 1981 als Trainer des Polnischen Gewichtheberverbandes berufen wurde. Nach Tätigkeiten in Deutschland wurde er 1992 in Österreich zum Bundestrainer des Österreichischen Gewichtheberverbandes ebenso wie des Österreichischen Verbandes für Kraftdreikampf bestellt.
Im Jahre 2002 trat Jerzy Szalecki in den Ruhestand, seither lebt er in Österreich.

## Laufbahn

### Polen
- 1966–1971: KSV Nadwislanin Kwizdyn sowie Cheftrainer im Bezirk Danzig für Gewichtheben beim Landwirtschafts-Verband
- 1972–1984: KSV Olimpia und M.R.K.S. in Elbląg; Trainer der Mannschaft für die I. Bundesliga
- 1981–1982: Trainer des Polnischen Gewichtheberverbandes; betreut alle Mannschaften, von der Jugendmannschaft bis zum Olympiateam

### Deutschland
- 1990: S.V. Lüchow, Trainer der Gewichtheber-Mannschaft für die I. Bundesliga

### Österreich
- 1992–2002: Bundestrainer des Österreichischen Gewichtheberverbandes, Haupttrainer für Gewichtheben
- Bundestrainer des Österreichischen Verbandes für Kraftdreikampf, Trainer fürBankdrücken
- Trainer im Bezirksfitnesscenter Tulln
- Trainer des HSV Langenlebarn, Gewichtheber-Mannschaft in der 1. Bundesliga

| Personendaten    | Personendaten                       |
| ---------------- | ----------------------------------- |
| NAME             | Szalecki, Jerzy                     |
| KURZBESCHREIBUNG | polnischer Trainer für Gewichtheben |
| GEBURTSDATUM     | 9. August 1942                      |
| GEBURTSORT       | Polen                               |